# Vallegrande (Sesana)
Vallegrande (in sloveno Veliki Dol, in italiano tra le due guerre Dol Grande) è un centro abitato della Slovenia, insediamento (naselje) del comune di Sesana.

## Storia
Il centro abitato apparteneva storicamente alla Contea di Gorizia e Gradisca (a sua volta inquadrata dapprima nel Regno d'Illiria e poi nel Litorale austriaco), come comune autonomo; era noto con il toponimo sloveno di Veliki Dol (attestato anche nelle varianti arcaiche Velikidoll e Velikidol).
Dopo la prima guerra mondiale passò, come tutta la Venezia Giulia, al Regno d'Italia; il toponimo venne italianizzato dapprima in Valgrande e dal 1923 in Dol Grande, mentre nello stesso anno il comune venne inserito nel circondario di Gorizia della provincia del Friuli. Nel 1927 passò alla nuova provincia di Gorizia e nel 1928 fu annesso a Comeno.
Dopo la seconda guerra mondiale il territorio passò alla Jugoslavia; attualmente Vallegrande (tornata ufficialmente Veliki Dol) è frazione del comune di Sesana.